# Archives départementales de Saône-et-Loire
Les archives départementales de Saône-et-Loire sont un service du conseil départemental de Saône-et-Loire, chargé de collecter les archives, de les classer, les conserver et les mettre à la disposition du public. La tour accueillant ce service a reçu le Label « Patrimoine du XXe siècle » depuis 2015.

## Histoire
La construction de l'édifice est née dans le contexte de mise en place dans les années 1960 d'une politique systématique d’équipement du territoire par la direction des archives de France. La tour est alors conçue pour conserver, restaurer et consulter les archives.
Imaginée par l'architecte Henri Palazzi, elle est édifiée, ainsi que des bâtiments « annexes », entre 1965 et 1970. Cette construction se fait sur l'emplacement d'un ancien couvent de Carmélites rasé en 1966. Il faut y voir la volonté des pouvoirs publics de raser la moitié du plateau de la Baille, le berceau originel de la ville de Mâcon (ancien castrum), à cause des habitations insalubres. 
Le carmel détruit au milieu des années soixante – dont il ne reste rien – avait été fondé avec la permission de l'évêque Louis Dinet à l'initiative de Marguerite Descrivieux, Mâconnaise veuve à 25 ans ; il était dominé par le dôme coiffant la chapelle (chapelle dont l'autel en marbre blanc présentait un bas-relief sculpté par l'artiste lyonnais Nicolas Perrache, aujourd'hui conservé à l'église Saint-Pierre de Mâcon). Ce carmel, dont les vingt-neuf religieuses furent chassées à la Révolution, devint peu après une prison dans laquelle furent enfermés les suspects et les prêtres ; puis, par ordonnance du 5 aout 1818, il fut affecté au département de Saône-et-Loire (situation qui perdura jusqu'en 1929), et devint la caserne Joubert (qui abrita entre autres le 134e régiment d'infanterie). Les lieux furent ultérieurement cédés à la ville de Mâcon.
À l'origine, ce nouvel ensemble accueillait d'une part les archives départementales et d'autre part la bibliothèque municipale de Mâcon (transférée ultérieurement quai des Marans).
En 1974, les Archives départementales de Saône-et-Loire furent le premier dépôt d'archives départementales à introduire l'usage de l'informatique dans la gestion de fonds documentaires.
Le 12 juin 2015, le préfet de Région Éric Delzant attribue à la tour (construite sur vingt-deux niveaux), sur proposition de la directrice régionale des affaires culturelles, le label Patrimoine du XXe siècle.

## Présentation
La tour est la plus haute de la ville puisqu'elle culmine à 50 mètres et possède 20 étages. À l'intérieur, les archives du IXe siècle à aujourd'hui sont entreposées sur 22 kilomètres linéaires.

## Site internet
Les Archives départementales de Saône-et-Loire se sont dotées il y a plusieurs années d'un site internet disposant d'un important fonds d'archives numérisées mises en ligne.
Sous cette rubrique « En ligne » figure entre autres une entrée « Patrimoine mobilier et immobilier » regroupant plusieurs inventaires. Le premier mis en ligne est celui des édifices et des objets recensés dans les années 1960-1980 par Anne-Marie et Raymond Oursel au titre de l’Inventaire du patrimoine départemental ; s’y sont ajoutés l’inventaire des édifices ayant servi d’écoles communales et de mairies-écoles de 1800 à 1940 (dressé par Alain Dessertenne, Jean-François Rotasperti et Françoise Geoffray),
celui des orgues de Saône-et-Loire (LAB) et, plus récemment, l’Inventaire campanaire des édifices romans de Bourgogne (ACIRENE).

## Collection «Histoire et Monuments»
Anne-Marie Oursel, soutenue par son époux, Raymond Oursel, a supervisé la parution d'une série de volumes (au nombre de seize) édités par les Archives départementales de Saône-et-Loire avec le soutien du conseil général de Saône-et-Loire, volumes publiés dans le cadre d'une collection ayant eu pour titre, successivement : « Inventaire départemental des Monuments et Richesses d'art » puis  « Histoire et Monuments de Saône-et-Loire ». Nombre de communes concernées : 138 sur les 574 que comptait alors le département de Saône-et-Loire.
- 1973 : canton de Saint-Bonnet-de-Joux (imprimerie Combier, 96 pages) ;
- 1974 : canton de Tramayes (imprimerie Combier, 112 pages) ;
- 1976 : canton de Montcenis (imprimerie Perroux, 89 pages) ;
- 1978 : canton de Saint-Martin-en-Bresse (imprimerie Perroux, 106 pages) ;
- 1979 : canton de Matour (imprimerie Perroux, 106 pages) ;
- 1980 : canton de La Guiche (imprimerie Peroux, 216 pages) ;
- 1981 : canton de Beaurepaire-en-Bresse (imprimerie Perroux, 172 pages) ;
- 1982 : canton de Mont-Saint-Vincent, tome I (imprimerie Perroux, 122 pages) ;
- 1984 : canton de Mont-Saint-Vincent, tome II (imprimerie Peroux, 202 pages) ;
- 1985 : canton de Mesvres (imprimerie Peroux, 270 pages) ;
- 1988 : canton de Cuiseaux, tome I Cuiseaux-Ville (atelier départemental d'imprimerie, 116 pages) ;
- 1988 : canton de Cuiseaux, tome II communes (atelier départemental d'imprimerie, 168 pages) ;
- 1988 : canton de Cluny (Mâcon-Imprimerie, 200 pages) ;
- 1989 : canton de Cluny (Mâcon-Imprimerie, 198 pages) ;
- 1990 : canton de Cluny (Mâcon-Imprimerie, 160 pages) ;
- 1991 : canton de Cluny (Mâcon-Imprimerie, 204 pages) ;
- 1992 : canton de Cluny (Mâcon-Imprimerie, 168 pages) ;
- 1993 : canton de Cluny (Mâcon-Imprimerie, 188 pages) ;
- 1994 : canton de Chauffailles (Mâcon-Imprimerie, 184 pages) ;
- 1995 : canton de Chauffailles (Mâcon-Imprimerie, 166 pages) ;
- 1996 : canton de Chauffailles (Mâcon-Imprimerie, 192 pages) ;
- 1997 : canton de Chauffailles (Mâcon-Imprimerie, 192 pages) ;
- 1998 : canton de Lugny, Val d'Azé (Mâcon-Imprimerie, 230 pages) ;
- 1999 : canton de Lugny, Vallon de l'Isérable (Mâcon-Imprimerie, 176 pages).

## Directeurs
De 1836 à nos jours, les Archives départementales de Saône-et-Loire ont eu huit directeurs successifs :
- 1836-1866 : Camille Ragut ;
- 1866-1881 : Louis Michon ;
- 1881-1885 : Armand Bénet ;
- 1885-1925 : Léonce Lex ;
- 1925-1963 : Arthur Morgand ;
- 1963-1986 : Raymond Oursel ;
- 1986-1998 : Denis Grisel ;
- 1998- : Isabelle Vernus.

## Pour approfondir